# Christgrün
Christgrün ist ein Ortsteil der Gemeinde Pöhl im Vogtlandkreis (Freistaat Sachsen). Er wurde am 1. Januar 1974 nach Ruppertsgrün eingemeindet, welches sich wiederum am 1. Januar 1994 mit den Gemeinden Jocketa, Helmsgrün, Möschwitz und Herlasgrün zur neuen Gemeinde Pöhl zusammenschloss.

## Geografie

### Lage und Verkehr
Christgrün liegt im Nordosten der Gemeinde Pöhl im Zentrum des Naturraumes Vogtland (Mittelvogtländisches Kuppenland) im sächsischen Teil des historischen Vogtlands. Durch die südliche Ortsflur verläuft die Bahnstrecke Leipzig–Hof.
Der Ort ist mit der vertakteten RufBus-Linie 76 des Verkehrsverbunds Vogtland an Jocketa, Herlasgrün und das Gewerbegebiet Treuener Höhe angebunden. In Jocketa besteht Anschluss zur Vogtlandbahn nach Plauen und Zwickau, im Gewerbegebiet Treuener Höhe wird die TaktBus-Linie 63 nach Lengenfeld und Plohn erreicht.

### Nachbarorte
| Losa         | Reimersgrün                                 |                    |
| Ruppertsgrün | Kompassrose, die auf Nachbargemeinden zeigt | Limbach (Vogtland) |
|              | Neudörfel                                   | Herlasgrün         |

## Geschichte

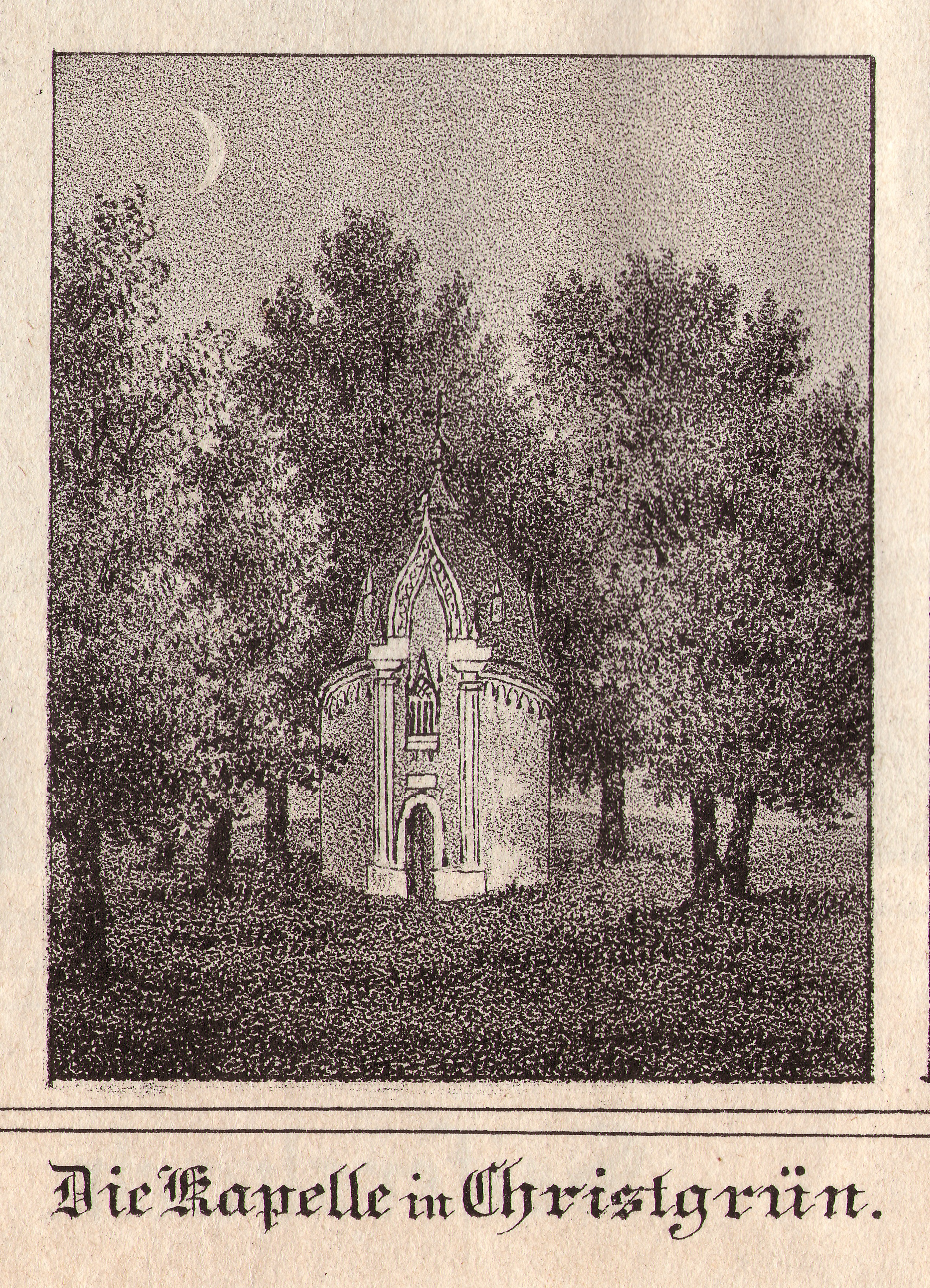
Kapelle in Christgrün 1844

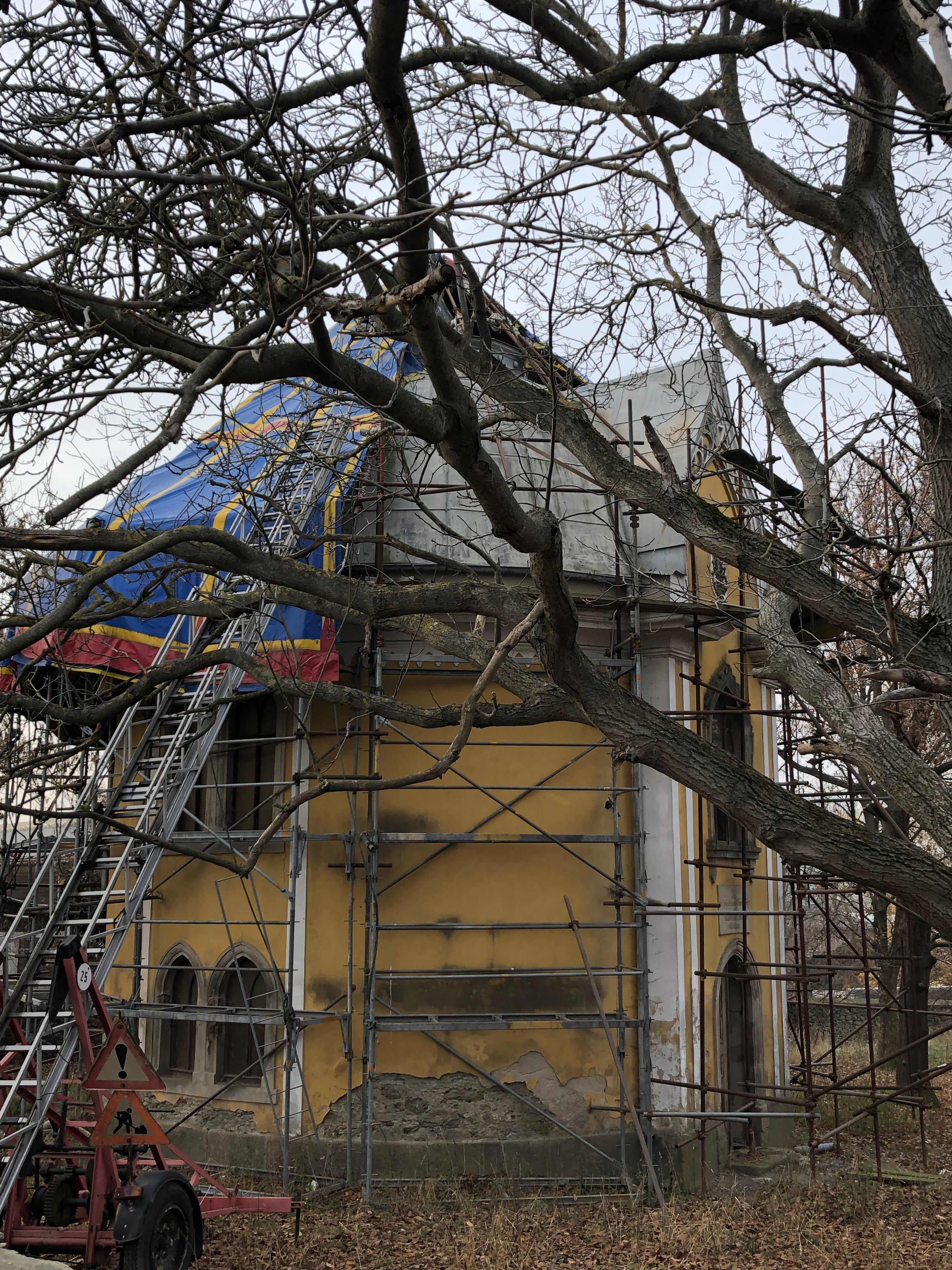
Kapelle mit Baugerüst (2018)

Christgrün wurde im Jahr 1366 erstmals als „Cristansgrune“ erwähnt. Im 14. Jahrhundert existierten um den Ort drei Wasserburgen. Der Ort gehörte ursprünglich zur Herrschaft Elsterberg, die als Folge des Vogtländischen Krieges von 1354–57 von den Lobdeburgern unter die Lehenshoheit der Wettiner kam und im 16. Jahrhundert in das Amt Plauen eingegliedert wurde. Die Grundherrschaft über den Ort übte bis ins 19. Jahrhundert das örtliche Rittergut Christgrün aus, welches im Jahr 1577 erstmals erwähnt wurde. Das Rittergut entwickelte sich aus einem Gut, das bereits im Jahre 1414 bestanden haben soll. Besitzer des Ritterguts Christgrün waren im 16. Jahrhundert die Herren von Bünau, danach die Familie von Trützschler. Im 17. und 18. Jahrhundert folgten die Herren von Milkau, danach die Familien von Bose und von Hühnefeld. Nach dem Tod des letzten Besitzers von Hühnefeld wurde das Rittergut im Jahr 1827 in ein Stiftsgut umgewandelt. Zu dieser Zeit entstand auch die Kapelle im Schlosspark.
Bis zum 18. April 1856 lag die Gerichtsbarkeit über die Güter in Herlasgrün, Limbach, Mühlwand, Neudörfel (bei Elsterberg) und über die Güter in Christgrün und Kleinchristgrün selber, bei der Grundherrschaft Christgrün. Die Königlichen Gerichte in Elsterberg und Treuen übernahmen die Gerichtsbarkeit.
Christgrün lag bis 1856 im kursächsischen bzw. königlich-sächsischen Amt Plauen. 1856 wurde der Ort dem Gerichtsamt Elsterberg und 1875 der Amtshauptmannschaft Plauen angegliedert. Die letzten Besitzer des Ritterguts Christgrün vor der Enteignung im Zuge der Bodenreform 1945 waren die Herren von Schönfeld. Das Rittergut wurde fortan als Volksgut und später als Ausbildungsstätte für die Landwirtschaft und als Wohnheim genutzt. Eine Ende der 1980er Jahre geplante Expansion des Volksguts wurde durch die Wende nicht mehr durchgeführt.

### Eingemeindung
Durch die zweite Kreisreform in der DDR kam die Gemeinde Christgrün im Jahr 1952 zum Kreis Plauen-Land im Bezirk Chemnitz (1953 in Bezirk Karl-Marx-Stadt umbenannt), der ab 1990 als sächsischer Landkreis Plauen fortgeführt wurde und 1996 im Vogtlandkreis aufging. Christgrün wurde am 1. Januar 1974 nach Ruppertsgrün eingemeindet, welches sich im Zuge der Gemeindereform im Freistaat Sachsen am 1. Januar 1994 mit den Gemeinden Helmsgrün, Herlasgrün, Jocketa und Möschwitz zur neuen Gemeinde Pöhl zusammenschloss.